# Patrick Roy Bates
Patrick Roy Bates, conegut popularment com a Príncep Roy de Sealand o Major Roy (Ealing, Londres, 29 d'agost de 1921 – Leigh-on-Sea, Essex, 9 d'octubre de 2012) va ser una figura britànica amb una trajectòria vital marcada per l'aventura, la controvèrsia i una ferma creença en la seva pròpia visió. Antic major de l'exèrcit britànic amb una destacada participació en la Segona Guerra Mundial, en Bates va passar a la història per la seva incursió en el món de la ràdio pirata i, sobretot, per la fundació del Principat de Sealand, una micronació autoproclamada amb seu en una antiga plataforma marina de defensa antiaèria situada al Mar del Nord. La seva determinació per establir i defensar la sobirania de Sealand el va convertir en una figura singular i fascinant, objecte de curiositat i debat en l'àmbit internacional.

## Biografia
Primers Anys i Formació
Patrick Roy Bates va néixer a Ealing, un suburbi a l'oest de Londres, el 29 d'agost de 1921. Els detalls sobre la seva infància i joventut són relativament escassos, però se sap que va créixer en un període convuls de la història europea, marcat per les tensions prebèl·liques.
Servei Distingit a la Segona Guerra Mundial
L'esclat de la Segona Guerra Mundial va marcar profundament la vida de Bates. Es va allistar a l'exèrcit britànic, on va demostrar valentia i lideratge, ascendint al rang de major. La seva participació en la batalla de Monte Cassino durant la campanya d'Itàlia va ser particularment significativa. Aquesta cruenta sèrie de batalles va ser crucial per l'avanç aliat a través de la península italiana. També va formar part del Vuitè Exèrcit britànic sota el comandament del general Montgomery, participant en les decisives campanyes del nord d'Àfrica contra les forces de l'Eix. La seva experiència militar va forjar en ell un caràcter ferm i una capacitat estratègica que posteriorment aplicaria en la seva singular empresa a Sealand.

## La Transició a la Vida Civil i la Ràdio Pirata
Després de la fi de la guerra, en Bates va tornar a la vida civil. Inicialment, va treballar com a pescador, una professió que el va familiaritzar amb el mar i les seves dinàmiques. Tanmateix, la seva inquietud i esperit emprenedor el van portar a explorar nous camins. A la dècada de 1960, va irrompre en el burgeoning món de la ràdio pirata. Aquesta forma d'emissió, il·legal segons la legislació britànica, operava des de vaixells ancorats en aigües internacionals o des d'estructures marítimes abandonades per eludir les regulacions terrestres sobre la radiodifusió.
El 1965, en Bates va prendre possessió de la Knock John Fort, una de les fortaleses marítimes Maunsell. Aquestes estructures de formigó armat havien estat construïdes durant la Segona Guerra Mundial per a la defensa costanera britànica contra atacs aeris i marítims alemanys. Des d'aquesta plataforma, va establir la seva pròpia emissora, Ràdio Essex, que es va convertir en la primera ràdio pirata a oferir programació contínua les 24 hores del dia, guanyant una considerable audiència entre els joves britànics.
La seva activitat a Knock John Fort va ser relativament breu. El 1966, va traslladar les seves operacions a una altra fortalesa Maunsell més allunyada de la costa, la Roughs Tower. Aquesta plataforma era estratègicament important, ja que es trobava aproximadament a 7 milles nàutiques de la costa de Suffolk, més enllà del límit de les aigües territorials britàniques en aquell moment.

## La Declaració d'Independència i el Naixement de Sealand
El 2 de setembre de 1967, en Patrick Roy Bates va fer un pas transcendental en la seva història i en la història de les micronacions. Aprofitant la ubicació de la Roughs Tower en aigües internacionals i el seu abandonament per part del govern britànic després de la guerra, Bates va declarar la plataforma com a estat sobirà independent, batejant-lo com el Principat de Sealand. Ell mateix es va autoproclamar Príncep Roy, i la seva esposa, Joan Collins, es va convertir en la Princesa Joan.
Aquesta declaració es va produir en un context legal específic. El govern britànic estava intensificant els seus esforços per acabar amb les emissores de ràdio pirata, i la Marine Broadcasting Offences Act de 1967 estava a punt d'entrar en vigor, criminalitzant aquestes activitats fins i tot en aigües internacionals si eren dirigides al Regne Unit. En Bates, anticipant aquesta legislació, va buscar una manera de protegir la seva empresa i va veure en la reclamació de sobirania una possible solució.
La justificació d'en Bates per a la independència de Sealand es basava en l'argument que, en haver estat abandonada la Roughs Tower i trobar-se fora de les aigües territorials britàniques, no pertanyia a cap estat i, per tant, podia ser legítimament reclamada com a nou territori sota el principi de la terra nullius (terra de ningú).

## L'Incident amb la Royal Navy i la Qüestió de la Jurisdicció
El 1968, la recentment proclamada sobirania de Sealand va ser posada a prova. El fill de Roy Bates, Michael, va ser involucrat en un incident quan presumptament va disparar trets d'advertència contra un vaixell de la Royal Navy que s'havia acostat a la Roughs Tower. Michael Bates va ser detingut i portat a judici a un tribunal britànic.
Tanmateix, el tribunal va prendre una decisió crucial: va dictaminar que no tenia jurisdicció sobre l'afer, ja que els presumptes fets havien tingut lloc fora de les aigües territorials britàniques. Aquesta sentència va ser interpretada per la família Bates com un reconeixement de facto de la independència de Sealand per part del Regne Unit, pel fet que si haguessin considerat la plataforma com a part del seu territori, el tribunal hauria tingut jurisdicció.
Després de consolidar la seva reclamació, en Roy Bates i la seva família van establir una presència permanent a Sealand. Van adoptar símbols propis d'un estat sobirà: una bandera (vermella, blanca i negra), un escut d'armes, un himne nacional i fins i tot van començar a emetre passaports i segells de correus propis. El dòlar de Sealand va ser la moneda oficial, tot i que mai va tenir un reconeixement fora de la micronació.
La vida a la plataforma era austera i aïllada. La Roughs Tower, dissenyada originalment per a fins militars, consistia en dues torres de formigó unides per una plataforma d'acer. Les condicions meteorològiques al Mar del Nord podien ser extremes, i la vida diària requeria una gran dosi d'autosuficiència.

## L'Intent de cop d'estat de 1978
El 1978, Sealand va viure un dels episodis més dramàtics de la seva història: un intent de cop d'estat. Mentre el príncep Roy es trobava a Àustria per negociar possibles inversions, uns empresaris alemanys i holandesos, amb els quals en Bates havia estat en contacte, van arribar a Sealand amb la intenció de prendre el control de la plataforma. Van retenir el fill de Roy, el príncep Michael, com a ostatge.
Tanmateix, en Roy Bates va organitzar ràpidament un contraatac amb un grup de lleials. Utilitzant helicòpters i llanxes ràpides, van aconseguir assaltar la plataforma i reprendre el control. Els invasors van ser fets presoners durant un breu període abans de ser alliberats, amb la intervenció de funcionaris diplomàtics dels seus respectius països. Aquest incident va reforçar la determinació de la família d'en Bates per defensar la seva sobirania.

## La Qüestió dels Passaports de Sealand
Els passaports emesos per Sealand van generar controvèrsia en l'àmbit internacional. A finals de la dècada de 1990, es va descobrir que es venien passaports de Sealand falsificats, que van estar implicats en diverses activitats criminals a tot el món. La família d'en Bates va negar qualsevol implicació en aquestes falsificacions i va revocar tots els passaports de Sealand existents, introduint un nou disseny amb mesures de seguretat millorades. Tot i això, cap govern del món reconeix oficialment els passaports de Sealand com a documents de viatge vàlids.
El 1999, en Patrick Roy Bates va designar el seu fill, Michael Bates, com a Príncep Regent, delegant en ell la major part de les responsabilitats de l'administració de Sealand. En Roy Bates es va retirar a la seva residència a Leigh-on-Sea, a Essex, on va viure amb la seva esposa Joan.
En els seus darrers anys, la salut d'en Roy Bates va empitjorar i se li va diagnosticar la malaltia d'Alzheimer. Tot i la seva retirada de la vida pública, el seu llegat com a fundador de Sealand va perdurar.

## Matrimoni i Família
En Patrick Roy Bates es va casar amb en Joan Collins el 1949. Van formar una família amb dos fills: en Michael Bates, nascut el 1952, qui va tenir un paper clau en la defensa i l'administració de Sealand, i la Penny Bates. La seva esposa, la princesa Joan, va ser una figura important en la història de Sealand, donant suport al seu marit en la seva singular empresa i participant activament en la vida de la micronació durant els primers anys.

## Mort i Llegat
Patrick Roy Bates va morir el 9 d'octubre de 2012 a la seva residència de Leigh-on-Sea, a l'edat de 91 anys, després de patir la malaltia d'Alzheimer durant un temps. El seu funeral va tenir lloc al crematori de Southend-on-Sea. La seva mort va marcar el final d'una era per a Sealand.
Després de la seva mort, el seu fill, el príncep Michael de Sealand, va succeir-lo com a príncep sobirà, continuant la tradició familiar de govern sobre la micronació. En Michael Bates ha mantingut la reclamació de sobirania de Sealand i ha buscat noves maneres de donar a conèixer la micronació, incloent la venda de títols nobiliaris i la promoció d'activitats en línia.
El llegat de Patrick Roy Bates és el d'un home amb una visió audaç i una determinació inquebrantable. Va desafiar les convencions i va crear una entitat única en el panorama internacional. Sealand, tot i la seva manca de reconeixement per part de la comunitat internacional, continua sent un exemple fascinant de micronació i un testimoni de la capacitat d'un individu per desafiar l'statu quo. La seva història ha inspirat llibres, documentals i debats sobre la sobirania, el dret internacional i la definició mateixa d'estat. En Patrick Roy Bates serà recordat per sempre com el Príncep Roy de Sealand, un títol que va conquerir amb la seva audàcia i la seva ferma creença en el seu projecte.